# 송동초등학교
송동초등학교는 대한민국 전북특별자치도 남원시 송동면 신평리에 있는 공립 초등학교이다.

## 학교 연혁
- 1933년 6월 10일 송동공립보통학교 개교
- 1938년 4월 1일 송동공립심상소학교 개칭
- 1941년 4월 1일 송동공립국민학교 개칭
- 1954년 4월 15일 두동국민학교 분리
- 1965년 11월 25일 송북국민학교 분리
- 1995년 3월 1일 송북국민학교 통폐합
- 1996년 3월 1일 송동초등학교로 개명
- 2000년 3월 1일 두동초등학교 통폐합
- 2018년 9월 1일 제30대 김말희 교장 부임
- 2021년 2월 9일 제80회 졸업 총 4,484명

## 학교 상징
- 교화 - 장미 : 관목성의 화목이다. 야생종이 북반구의 한대, 아한대, 온대, 아열대에 분포하며 약 200종이 알려져 있다. 오늘날 장미라고 하는 것은 이들 야생종의 자연잡종과 개량종으로서 아름다운 꽃이 피고 향기가 있다.
- 교목 - 개잎갈나무 : 개이깔나무, 히말라야시다, 히말라야삼나무, 설송이라고도 한다. 높이 30~50m, 지름 약 3m이다. 잎갈나무와 비슷하게 생겼으나 상록성이므로 개잎갈나무라고 부른다.

## 참고 자료
- 송동초등학교 - 한국교육학술정보원 학교알리미